# Eremophila macdonellii
Eremophila macdonellii är en flenörtsväxtart som beskrevs av Ferdinand von Mueller. Eremophila macdonellii ingår i släktet Eremophila och familjen flenörtsväxter. Inga underarter finns listade i Catalogue of Life.